# Pacificação de Gante
A Pacificação de Gante, assinada em 8 de novembro de 1576, foi uma aliança entre as províncias dos Países Baixos dos Habsburgos. Os principais objetivos eram remover os mercenários espanhóis que se tinham feito odiados por todos os lados devido à sua pilhagem, e promover uma paz formal com as províncias rebeldes da Holanda e da Zelândia.

## Pacificação
Entretanto, em 1573, Alba foi substituído por Luis de Zúñiga y Requesens como governador-geral. Requesens também não conseguiu derrotar os rebeldes. Ele estava com a saúde debilitada e morreu em março de 1576. Isso causou um vácuo de poder no governo de Bruxelas, já que as comunicações lentas da época impediam uma substituição rápida de Madri. Filipe nomeou seu irmão mais novo, João da Áustria, governador-geral, mas demorou vários meses para assumir esta nomeação.
Durante este período provisório, o duque de Aerschot assumiu o poder. Ele já tinha mantido conversações de paz inconclusivas com Orange, seu antigo colega no Raad van State (Conselho de Estado). Quando as tropas espanholas se amotinaram por falta de pagamento e saquearam as cidades de Zierikzee e Aalst, os Estados Gerais dos Países Baixos foram imediatamente convocados pelos Estados de Brabante e pelo Condado de Hainaut em 8 de setembro de 1576 para lidar com as tropas amotinadas. A Holanda e a Zelândia, como províncias rebeldes, não foram convidadas. Aerschot, agindo na usurpação das prerrogativas reais, já havia sido nomeado chefe do Conselho de Estado pelos Estados Gerais. Isso o tornou governador-geral interino. Esta ação foi comparável ao que Orange fez na Holanda e na Zelândia, onde a autoridade real foi usurpada por rebeldes que fingiam agir "em nome do rei".
Os Estados Gerais referiram-se a precedentes para justificar as suas ações. Eles agiram de forma semelhante após as mortes de Carlos, o Temerário, em 1477, e de Filipe I de Castela, em 1506. Agora, autorizavam os estados provinciais a reunir tropas para se defenderem contra saqueadores de mercenários estrangeiros (especialmente espanhóis).
Mais importante ainda do ponto de vista da história constitucional, os Estados Gerais também embarcaram num programa de inovação institucional. Anteriormente, os Estados Gerais só funcionavam por algumas semanas, no máximo. Para facilitar a sua governação em sessão permanente, nomearam uma presidência rotativa. O presidente, selecionado de uma das delegações provinciais, coadjuvado por um ou dois dos pensionistas, presidiria às reuniões durante uma semana de cada vez. Este sistema continuou durante a última República Holandesa e os pensionistas começaram a atuar como um comité executivo dos Estados Gerais.
A primeira tarefa dos Estados Gerais era estabelecer a paz com as províncias rebeldes, de modo a formar uma frente comum contra os saqueadores amotinados. O ódio a esses saqueadores uniu rebeldes e legalistas. Os Estados Gerais, portanto, nomearam um comitê para negociar com o Príncipe de Orange e as províncias da Holanda e da Zelândia. Como as tropas do Príncipe já estavam invadindo a província da Flandres, onde foram acolhidas na cidade rebelde de Gante, as negociações foram realizadas naquela cidade.
Os delegados reuniram-se na primeira semana de outubro de 1576. Os rebeldes foram representados por Paulus Buys, Grande Pensionário da Holanda, e Philips de Marnix, senhor de Sint-Aldegonde; os Estados Gerais enviaram Elbertus Leoninus, professor da Universidade de Leuven, entre outros. Estes negociadores já se tinham reunido durante as negociações fracassadas em Breda no ano anterior e, portanto, sabiam quais eram os principais obstáculos para se chegar a um acordo. Sabiam também que a rapidez era essencial porque a chegada do irmão do rei, Don Juan, era iminente (ele chegaria ao Luxemburgo no início de Novembro), e seria mais fácil chegar a acordo se o lado "monarquista" não fosse sobrecarregado por seu controle.
Os delegados chegaram a um acordo em 30 de outubro, menos de três semanas após o início das negociações. A sua ratificação pelos Estados Gerais em 8 de novembro de 1576 foi sem dúvida acelerada pelo saque de Antuérpia pelos amotinados espanhóis em 4 de novembro, o que ajudou a influenciar muitas opiniões em direção à ratificação.
O preâmbulo do tratado responsabilizava o anterior governo espanhol em Bruxelas pela guerra. As províncias dos Países Baixos concordaram em expulsar conjuntamente os espanhóis e os seus apoiantes "para restaurar os cidadãos aos seus direitos, privilégios e liberdades e à sua antiga prosperidade".
O Artigo 1 previa uma anistia geral para atos de ambos os lados após o início dos problemas em 1568. O Artigo 3 previa que, "uma vez expulsos os espanhóis", os Estados Gerais devolveriam o país às mãos do Rei, decidiriam a questão da religião (que foi uma importante causa de dissensão) e devolver todas as instalações militares tomadas pelos rebeldes à autoridade do rei. No artigo 5º, declararam que todos os cartazes de Alba para a supressão da heresia foram revogados e ninguém seria punido por ofensas religiosas antes que os Estados Gerais decidissem a questão da religião. O Artigo 4 estabelecia que, fora da Holanda e da Zelândia, nenhuma ação contra a religião católica seria permitida. Os restantes artigos tratavam de questões como a livre circulação de bens e pessoas, a libertação de prisioneiros de guerra, a devolução de propriedades confiscadas (especialmente as do Príncipe de Orange), o reembolso do Príncipe pelas suas despesas em à condução da guerra contra as tropas governamentais antes de 1572 e os problemas causados pela necessidade de equalizar a moeda inflacionada na Holanda e na Zelândia com a das outras províncias.
A Pacificação, portanto, apresentava os aspectos de um tratado de paz entre as províncias rebeldes e as províncias "leais", e de um projeto para uma maior união defensiva. Essa nova união foi concluída em 9 de janeiro de 1577 pela (primeira) União de Bruxelas.

## Consequências
O problema com a Pacificação foi que as províncias concordaram em pouco, além da necessidade de enfrentar os saqueadores amotinados. Resolvido esse problema com a retirada dos tércios espanhóis para a Itália em abril de 1577, as províncias voltaram a divergir.
Don Juan assinou a Pacificação em 12 de fevereiro de 1577, aparentemente dando assim o consentimento real a ela. Teve, no entanto, o cuidado de sublinhar as cláusulas sobre a manutenção da religião católica fora das províncias da Holanda e da Zelândia. Os Estados Gerais aceitaram-no então como governador-geral legítimo e até concordaram em pagar as dívidas das tropas reais, cuja recusa teria sido indiscutivelmente a causa dos problemas com os amotinados. Este acordo foi consagrado no Edito de 1577.
No entanto, o Édito de 1577 parecia prever um regresso ao status quo ante, no qual os Estados Gerais não estariam permanentemente em sessão. A Holanda e a Zelândia protestaram contra este acordo e recusaram submeter-se a ele. Tampouco desistiriam das fortalezas que ocuparam, conforme previsto na Pacificação. As relações entre o novo governador-geral e os Estados Gerais também se deterioraram rapidamente. Os Estados Gerais chegaram a nomear o seu governador-geral, o arquiduque Matias.
Em 1579, Alessandro Farnese tornou-se o governador-geral monarquista. Ele imediatamente se ofereceu para devolver aos nobres católicos do sul seus privilégios originais. Com o exército espanhol sob controle e as liberdades locais devolvidas, os nobres valões e as províncias do sul não tinham mais motivos para se rebelar. No entanto, as províncias do norte, controladas pelos calvinistas, não estavam tão dispostas a abandonar a sua religião como Filipe II estava em permitir que a praticassem. As províncias francófonas concluíram assim a União de Arras, levando as províncias do norte a responder com a sua própria União de Utrecht. Estes dois acordos produziram uma divisão entre os Países Baixos dos Habsburgos, que nunca foi reconciliada.